# تفسیر خواب
تفسیر خواب، تعبیرِ خواب یا تفسیرِ رؤیا (آلمانی: Die Traumdeutung) کتابی از زیگموند فرویدِ روانکاو در سالِ ۱۸۹۹ میلادی است. فروید در این کتاب به معرفیِ نظریهٔ خود از تعبیرِ خواب با توجه به ذهنِ ناهشیارِ فرد و عقدهٔ اُدیپ می‌پردازد. کتابِ تفسیرِ خواب در بردارندهٔ تلاشِ فروید در رمزگشاییِ خواب و به نوعی دربردارندهٔ بخش‌های بزرگی از اصلی‌ترین نظریاتِ فروید در زمینهٔ سرکوب، سانسور، نظریهٔ جنسی و رابطهٔ خودآگاه و ناخودآگاهِ وی است.

## تاریخچه
نخستین ویرایشِ کتاب در ۶۰۰ نسخه منتشر شد و تا هشت سال فروشی نداشت اما پس از آن در جامعه محبوبیت به دست آورد و هفت ویرایش از آن در طولِ عمرِ فروید منتشر شد.

## بررسیِ کتاب
رؤیاها از دیدگاهِ فروید گونه‌ای از خواستِ تحققِ آرزو در فرد است و وی رؤیا را شاهراه ورود به ناخودآگاه می‌دانست. فروید در این کتاب به‌طور کلاسیک می‌کوشد تا رؤیاها را تحلیل کند. وی برای این منظور نخست به مروری نسبتاً جامع بر کارهای گذشتگان از زمان‌های دور تا زمانِ حاضر می‌کند و سپس نظریهٔ خود را بازگو می‌نماید.
وی معتقد بود محتوا و معنای هر رؤیا در مورد تحقق آرزوها و خواسته‌های سرکوب شدهٔ انسان است. آرامشی که به احتمالِ زیاد، فرد در تحققِ آرزوهای خود در رویایش حس می‌کند، در واقع بروز خواسته‌های سرکوب‌شده‌اش محسوب می‌شود؛ اما وقتی این رؤیاها با ارضای واقعیِ خواسته‌ها و تحققِ آن‌ها در تعارض باشد، تبدیل به کابوس می‌شوند.
فروید برای تفسیر رؤیا دو شیوه را معرفی می‌کند: اول، استفاده از تداعی‌های رؤیابین و دیگری تفسیرِ نمادهای موجود در رؤیا که یک شیوهٔ قدیمی است. در شیوهٔ تداعی، رؤیابین در حالتِ راحتی می‌نشیند و سعی می‌کند با به خاطر آوردنِ دوبارهٔ رؤیا، آنچه از تک‌تکِ صحنه‌ها برای وی «تداعی» می‌شود را بازگو کند.

## عناصرِ رؤیا
از نظر فروید، برای تحلیل رؤیا باید هر یک از موارد زیر را به تفصیل مورد واکاوی قرار داد:
1. مصالح رؤیا: رؤیا از هیچ به وجود نمی‌آید بلکه شامل تصاویر، عناصر و حتی روایت‌هایی است. این عناصر از نظر فروید مصالحی را تشکیل می‌دهند که فرایند رویاورزی با استفاده از آن‌ها محصول نهایی رؤیا را می‌سازد. در واقع، روان انسان ورودی‌هایی را که مصالحِ رؤیا را تشکیل می‌دهند طی فرایندی تغییر شکل می‌دهد و رؤیا را می‌سازد. فروید عمده‌ترین مصالح رؤیا را حوادث پیش و پا افتاده روز قبل از رؤیاورزی، حوادثِ دوران کودکی و تأثیرات بیرونی و همچون درد و.. معرفی می‌کند.
2. هدفِ رؤیا: در تحلیل مکانیسم روانی فرد نکته مهمی وجود دارد و آن چیزی است که فروید هدفِ رؤیا می‌خواند. کلیدی‌ترین، مرکزی‌ترین و بحث برانگیزترین ایده فروید در این کتاب در هدفی است که فروید معتقد است تمامی رؤیاها معطوف به آنند: «تحققِ آرزو». رؤیاها همگی با هدف تحقق آرزوهای فرد شکل می‌گیرند. در این میان، یک نقد مهم وجود دارد و آن اینکه رویاهای نگران‌کننده یا ناراحت‌کننده چگونه می‌توانند تحقق آرزوهای فرد قلمداد شوند. قاعدتاً شخص باید زمانی که رؤیا او را در خیال به آرزوهایش می‌رساند خوشحال باشد یا لذت ببرد، اما چگونه است که برخی رؤیاها ناراحتی فرد را در رؤیا در پی دارد. این آن چیزی است که فروید در جای جای کتاب می‌کوشد تا بدان پاسخ دهد. او معتقد است که احساسات و عواطف منفی در رؤیا ناشی از آن است که رؤیا تحقق یک آرزوی نامشروع یا سرکوب شده است که خودآگاهی فرد نمی‌تواند آن را بپذیرد، در نتیجه در عین اینکه روان از تحقق آرزو منتفع می‌شود، عواطفِ ناراحت‌کننده سرپوشی بر آن می‌گذارد. به عبارت دیگر اضطراب در رؤیاها به دلیلِ واپس‌زنیِ پیش‌آگاهی در رویاست. از نظر فروید: «هیچ چیز ناراحت‌کننده‌ای نمی‌تواند در رؤیا ظاهر شود مگر آنکه در عین حال به تحقق آرزویی لباس مبدل بپوشاند.» (فروید، ۱۳۸۹ ص. ۵۰۰).
3. مکانیسم‌های شکل دهی به رؤیا: اگرچه رؤیا از مصالحی استفاده می‌کند و معطوف به هدفی است، اما به دلایل متعدد (از جمله نامشروع بودن هدف یا آرزو و نظایر آن) این آرزو مستقیماً دررویا شکل نمی‌گیرد و مصالح با مکانیسم خاصی با هم ترکیب می‌شوند و تغییرِ شکل می‌دهند. فروید به برخی از این مکانیسم‌ها اشاره می‌کند.

### مکانیسمِ تراکم
یکی از آن‌ها مکانیسمِ تراکم است به این معنا که چندین رویداد، تصویر یا واژه با هم ترکیب و در یک تصویر متراکم می‌شوند. مثلاً اینکه تصویر عموی خود را در خواب می‌بینم در عین اینکه می‌پنداریم او مثلاً معلمِ کودکستانِ ماست. در اینجا دو تصور «عمو» و «معلم کودکستان» اینگونه با هم ترکیب می‌شوند که تصویر عمو است و پندار یا تجربهٔ معلم کودکستان.

### مکانیسمِ جابه‌جایی
مکانیسمِ جابه‌جایی به معنای جابه‌جا شدن مرکز ثقل افکار رؤیا در محتوای رؤیا است. فروید معتقد است که آنچه هدف و کانونِ رؤیا را تشکیل می‌دهد در حاشیه قرار می‌گیرد و حوادثِ پیشِ پاافتادهٔ زندگی، مرکزِ ثقل آن را تشکیل می‌دهند تا خودآگاه به آن حساس نشود و بگذارد از سانسور عبور کند.
از این رو، فروید میان «رویا-افکار» و «رویا- محتوا» تفاوت قائل می‌شود. رویا- محتوا آن چیزی است که ما می‌بینیم، در حالیکه رویا-افکار، افکاری است که پشت رؤیا قرار دارند و شکل رؤیا دارد به گونه‌ای اعوجاج یافته آن را وانمایی می‌کند.

## ترجمه‌ها
نخستین ترجمه از آلمانی به انگلیسی به‌دستِ آبراهام بریل که یک روانکاو فرویدی بود به انجام رسید.

### به فارسی
- ت‍ع‍ب‍ی‍ر خ‍واب‌ و ب‍ی‍م‍اری‍ه‍ای‌ روان‍ی‌، ت‍رج‍م‍ۀ ای‍رج‌ پ‍ورب‍اق‍ر، چاپ اول ۱۳۴۲، انتشارات آسیا (چاپ نهم، ۱۳۹۹)
- تفسیر خواب، ترجمۀ شیوا رویگریان، نشر مرکز، چاپ اول ۱۳۹۹